# Djurens befrielsefront
Djurens befrielsefront (DBF) är ett djurrättsförespråkande nätverk bestående av aktivister som i praktisk handling utför aktioner mot personer och företag som de anser plågar och förtrycker djur. DBF utgör den svenska grenen av Animal Liberation Front (ALF).[källa behövs]

## Aktioner och arbetssätt
Aktionerna som DBF utför riktas ofta mot pälsfarmer, pälsbutiker, försöksdjursanstalter/laboratorier, köttindustrier, pälshandlare med mera. Även vissa porrbutiker som sålt djurporr samt djurparker har attackerats. DBF har flera gånger utfört fritagningar och tagit djur från laboratorier och pälsfarmer, förstört egendom för ägarna för att få dem att gå i konkurs och bland annat tagit på sig ansvaret för bränder mot företag inom köttbranschen och mot pälsfarmer. Det är vanligt att fönsterrutor till pälsbutiker krossas för att orsaka ekonomisk skada tills butikerna upphör med pälshandeln.
Nätverket har i flera fall kopplats till såväl fysiskt som psykiskt våld mot personer. Oavsett om aktionerna syftar till att orsaka ekonomisk skada eller enbart rädda djurens liv, innebär i princip alla aktioner som DBF utför att ett brott begås och det vanligaste är skadegörelse. Aktivisterna i DBF arbetar därför anonymt. Det finns inget "medlemskap" i organisationen utan alla individer eller grupper som utför djurrättsaktioner enligt DBF:s riktlinjer har rätt att kalla sig och betrakta sig som en del av DBF. Ett betydande antal aktioner utförda av DBF har rapporterats av webbplatsen Bite Back Magazine.

## Riktlinjer och mål
Organisationens officiella riktlinjer är:
| * Att befria djur från inrättningar som förtrycker dem, till exempel laboratorier, djurfabriker, pälsdjursfarmer etc, och att när det är möjligt placera dem i en bra miljö där de får leva ett naturligt liv, fritt från lidande. - Att tillfoga ekonomisk skada för dem som profiterar på exploatering och utnyttjande av djur. - Att avslöja grymheterna och de fasansfulla gärningar som sker mot djur bakom låsta dörrar, genom att utföra ickevålds-direktaktioner och fritagningar. - Att utföra alla nödvändiga åtgärder för att inte skada något djur, mänskligt som ickemänskligt. |
| – www.djurensbefrielsefront.com |

## Djurens Befrielsefronts stödgrupp
Djurens Befrielsefronts stödgrupp (DBF SG), arbetar med att uppmärksamma och ge stöd åt fängslade aktivister. Tanken är att på ett lagligt sätt uppmärksamma aktioner och hjälpa aktivisterna i DBF. Om stora aktioner sker sänder stödgruppen pressmeddelanden till media där man redovisar sin förklaring till varför aktionerna sker. DBF SG ger ut tidningen Befriaren samt häftet När skymningen faller som är en aktivistguide för DBF-aktivister.[källa behövs]

## Webbplatsen
DBF:s webbplats var en 1 av 11 svenska webbplatser, som 2013 klassificerades som öppet våldsbejakande i en studie av Statens medieråd, som dock konstaterade att någon aktivitet inte förekommit på webbplatsen under senare tid.